# Стюарт Кейбл
Стюарт Джеймс Кейбл (англ. Stuart James Cable, 19 травня 1970 — 7 червня 2010) — валлійський рок-барабанщик і телеведучий, найбільш відомий як оригінальний барабанщик гурту Stereophonics.

## Раннє життя
Кейбл народився 19 травня 1970 року в Абердере, Ронда Сайнон Таф. Коли йому було 10 років, помер його батько. Згодом Кейбл та його старший брат Пол виховувалися самотужки своєю матір’ю Мейбл (народилася в 1930 році). Кейбл виріс у тісно згуртованому селі Квмаман біля Абердера. Він відвідував загальноосвітню школу Бленгвавр зі своїм другом, співаком, автором пісень і гітаристом Stereophonics Келлі Джонсом, який також жив на тій же вулиці.

## Кар'єра

### Stereophonics
Разом зі шкільним другом Келлі Джонс Річардом Джонсом тріо почало грати кавери в робочих чоловічих клубах з 1992 року під назвою Tragic Love Company. У 1996 році гурт змінив назву на Stereophonics. Він також відіграв кілька помітних концертів у своєму рідному Уельсі. Особливої уваги заслуговують концерт 12 червня 1998 року в Кардіффському замку та концерт 31 липня 1999 року на стадіоні Morfa у Суонсі, причому останній незадовго до того, як стадіон було знесено. Обидва концерти були зняті наживо та випущені на VHS та DVD.

### Інші групи
Кейбл також грав для інших гуртів, у тому числі як вокаліст групи Rhondda NailBombs. Протягом 1992 року вони записали міні-альбом «Raw Sex for Breakfast» на Sound Space Studios у Кардіффі, на якому Кейбл виконав провідний вокал. Після того, як Кейбл повністю присвятив себе Stereophonics, його замінив колишній фронтмен Rag Dolls Джей Джей Круз.

### Медійна кар'єра

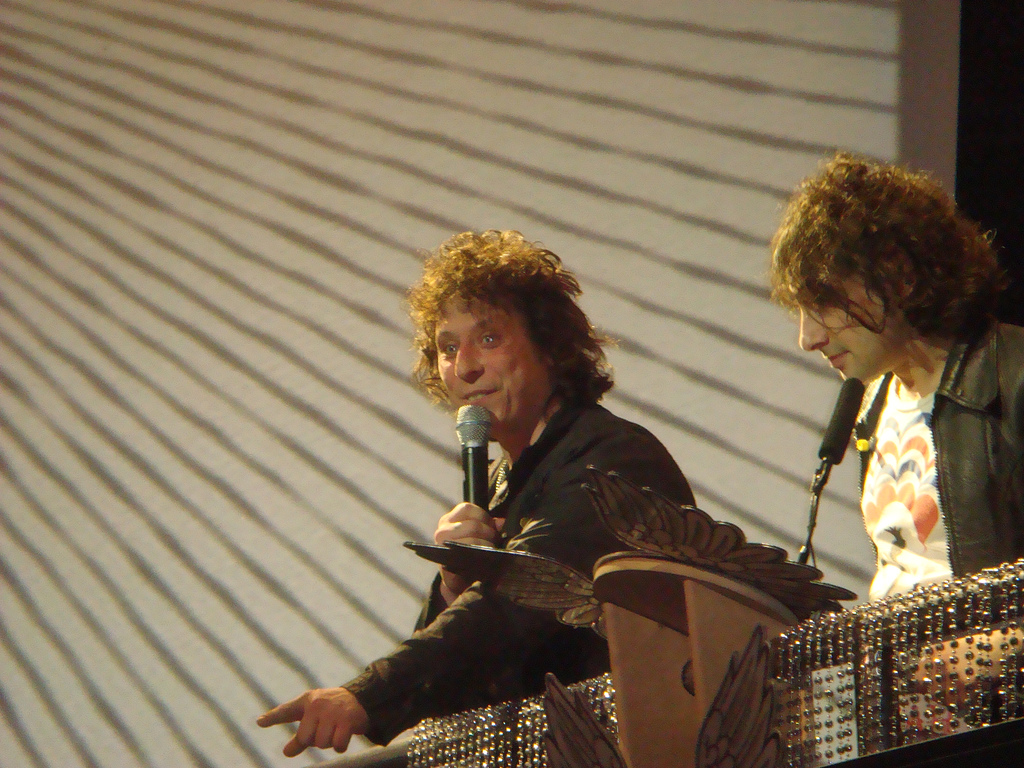
Кабель із Алексом Зейном, який вручає нагороди XFM 2008

У 2002 році Кейбл отримав власне телевізійне чат-шоу Cable TV від BBC Wales. Він був звільнений рештою гурту у вересні 2003 року, оскільки стверджували, що він витрачав занадто багато часу на свою нову кар'єру в ЗМІ за рахунок репетицій. Після цього він зняв ще один власний телесеріал, Cable Connects (2005), а також мав власне радіошоу на BBC Radio Wales : Cable Rock.

## Смерть
Кейбла знайшли мертвим у своєму будинку в Лвідкоеді о 5:30 7 червня 2010 р., у віці 40 років. Увечері 5 червня Stereophonics грали в Кардіффі. Казали, що Кейбл виступав на радіо в той самий час, коли Stereophonics виступали. Наступного дня він почав пити в Welsh Harp Inn у Тресіноні. Кейбл пішов додому з друзями, де він продовжив пити і захлинувся власною блювотою під час сну. У Кейбла залишилася одна дитина, його брат і мати.
Похорон Кейбла відбувся в церкві Св. Ельвана в Абердере 21 червня 2010 року, на якому були присутні його колишні товариші по групі Роб Брайдон, Ріс Іфанс і деякі з Dirty Sanchez. У кортежі їхав кабріолет на чорному коні. Пізніше його кремували.